# Alejandro (bài hát)
"Alejandro" là bài hát của nữ ca sĩ-nhạc sĩ người Mĩ Lady Gaga. Đây là đĩa đơn thứ ba trích từ đĩa mở rộng (EP) The Fame Monster (2009) của cô. Bài hát được sáng tác và sản xuất bởi Lady Gaga và RedOne.
Về mặt âm nhạc, bài hát mang giai điệu europop. Bài hát được đánh giá tích cực bởi các nhà phê bình. Họ cho rằng giai điệu của "Alejandro" bị chịu ảnh hưởng bởi các nhóm nhạc như ABBA hay Ace of Base. Sau khi phát hành, bài hát xuất hiện trong các bảng xếp hạng tại các quốc gia Úc, Vương quốc Anh, Canada, New Zealand, Thụy Điển và Hoa Kỳ và đứng vị trí quán quân tại các quốc gia Phần Lan, Ba Lan, Nga, Bulgaria và Romania. "Alejandro" là ca khúc thứ bảy liên tiếp lọt vào top-ten bảng xếp hạng danh giá Billboard Hot 100.
Video âm nhạc của "Alejandro" được đạo diễn bởi nhiếp ảnh gia Steven Klein và lấy cảm hứng từ tình cảm của Gaga với những người đồng tính nam, với cảnh Gaga khiêu vũ với họ và đôi lúc họ bán khỏa thân. Video được các nhà phê bình khen ngợi, nhưng cũng bị những tín đồ Thiên chúa giáo phản bác do có nhiều hình ảnh bị coi là báng bổ tôn giáo. Xuyên suốt clip, Lady Gaga chọn màu chủ đạo là màu đỏ (màu máu) và màu đen sẫm.

## Hoàn cảnh ra đời
Thật ra, hãng đĩa của Lady Gaga muốn chọn ca khúc Dance in the Dark làm đĩa đơn thứ 3 cho album The Fame Monster thay vì "Alejandro" nhưng cô nhất quyết không chịu. Một cuộc tranh cãi gay gắt đã nổ ra và cuối cùng thì hãng đĩa cũng đồng ý và được phép bấm máy dưới sự hướng dẫn của đạo diễn "Steven Klein". Lady Gaga cho biết: "Video này nói về tình bạn trong sáng giữa tôi và những người đàn ông đồng tính. Nó như một lời thú nhận về sự ghen tị của tôi đối với sự dũng cảm của họ - sự dũng cảm bắt buộc phải có một khi họ muốn ở bên người họ yêu. Tôi nghĩ việc là một dân đồng tính lộ diện với xã hội về bản chất của mình đòi hỏi phải có một nghị lực phi thường. Tôi trân trọng điều đó và đứng trên lập trường một người phụ nữ tôi không phải lúc nào cũng có tính chiếm hữu hoàn toàn. Trong clip, tôi khao khát muốn có được tình yêu của những người bạn đồng giới, nhưng họ một mực không yêu tôi.".

## Video âm nhạc

### Tổng quan

Lady Gaga trong trang phục nữ tu, bên cạnh là người bạn trai "Alejandro" đã khuất của cô.

Một thời gian khá lâu kể từ khi đĩa đơn gây tranh cãi Telephone được phát hành thì đến ngày 23 tháng 3 năm 2010, trong một cuộc phỏng vấn với tờ báo Women's Wear Daily, Lady Gaga tiết lộ ca khúc "Alejandro" đã được chọn làm đĩa đơn tiếp theo cho EP The Fame Monster cùng với đạo diễn Steven Klein sẽ trực tiếp chỉ đạo thực viện video cho ca khúc này. Tuy nhiên vẫn như thường lệ, Lady Gaga lại khá kín tiếng về sản phẩm sắp tới của mình. Trong khi đại đa số những nghệ sĩ khác thường tung hàng loạt những đoạn video quảng cáo cũng như một số bức ảnh trước khi MV của họ ra mắt thì Lady Gaga lại rất hạn chế để "lộ hàng". Việc làm này âu cũng có mục đích của nó vì Gaga muốn tác phẩm của cô trông thật hoàn hảo, thật tỉ mỉ từng li từng tí cho đến giây phút cuối cùng mới có thể gây bất ngờ trọn vẹn, đạt đến một thành công nhất định trên thị trường quốc tế. Ban đầu, video "Alejandro" dự định sẽ được xây dựng như một phần tiếp theo của MV Telephone còn đang dang dở trước đó, nhưng sau này Lady Gaga đã thay đổi quyết định và cô sẽ thực hiện việc này vào một tương lai gần.
Sau những thông tin được tiết lộ về "Alejandro", trên các diễn đàn lại tràn ngập nhiều lời bàn tán của người hâm mộ và họ vô cùng háo hức để được thưởng thức MV này. Giữ đúng lời hứa, đến ngày 1 tháng 6 năm 2010, trong cuộc phỏng vấn với chương trình truyền hình Larry King Live, Lady Gaga đã tung ra một đoạn clip ngắn từ video Alejandro để mọi người được thưởng thức và đúng với mục đích quảng cáo, đoạn clip này chỉ dài vỏn vẹn 19 giây. Đến thời điểm này, cả thế giới mới có thể tận mắt chứng kiến những hình ảnh táo bạo giống như của nữ hoàng nhạc pop Madonna và nữ ca sĩ da màu Janet Jackson. Bởi trong "Alejandro", cả Gaga và những vũ công nam đều có kiểu tóc ngắn giống như clip Rhythm Nation của Janet pha trộn nét cổ điển kiểu Like a Prayer của Madonna. Ca khúc lại một lần nữa nhận được nhiều lời khen ngợi tích cực từ phía nhà phê bình bởi Lady Gaga đã rất thành công trong việc chưa một lần nào các clip của cô trùng lặp về ý tưởng với bất cứ một ngôi sao nào khác. Nhưng trong "Alejandro", cô lại va chạm tới không ít tới ranh giới như người đồng tính hay tu sĩ... Điều này chắc chắn sẽ gây ra một làn sóng phản hồi, cả tích cực và phản đối.... Video được công chiếu trên trang web chính thức và trên trang mạng xã hội YouTube/Vevo của Lady Gaga vào ngày 8 tháng 6 năm 2010, buổi trưa ở EDT (8 tháng 6 năm 2010, 16:00 UTC). Hiện tại clip Alejandro có khoảng trên 250 triệu lượt người xem trên YouTube, và khi video mới được tung ra, chỉ trong vòng 10 phút, trang web của cô đã bị sập vì lượng người truy cập quá đông. Phát biểu về Lady Gaga, nhà nhiếp ảnh thời trang danh tiếng Steve Klein cho biết: "Cô ấy thích những anh hùng ca và video này hoàn toàn phù hợp với tính cách của Lady. Chúng tôi kết hợp các điệu nhảy với lối tường thuật và tính siêu thực trong ca khúc. Quá trình này thể hiện niềm khao khát của Gaga nhằm tiết lộ những tình cảm trong trái tim của cô ấy và sự chịu đựng bấy lâu của tâm hồn một người phụ nữ". Chỉ với hai tông màu đen và trắng, nhưng video Alejandro vẫn thu hút được sự chú ý bởi những cảnh nóng bỏng với hình ảnh các vũ công nam hấp dẫn trong trang phục bán khỏa thân và cảnh Lady Gaga "quằn quại" trên giường ngủ.

### Sự tiếp nhận
Tuy nhiên, vừa mới phát hành được một thời gian, "Alejandro" đã vấp phải không ít lời chỉ trích lớn đối với dư luận về các hình ảnh bạo lực, gợi cảm trong ca khúc. Lý do là bởi trong video có không ít những hình ảnh liên quan đến tôn giáo, và một trong số đó là sự xuất hiện của cây thánh giá trong cảnh phòng the đầy trần tục. Đây bị cho là sự xúc phạm nặng nề đối với đạo thiên chúa linh thiêng. Nhưng sau đó đạo diễn Steven Klein đã lên tiếng và ông trả lời rằng video "Alejandro" không mang bất cứ ý nghĩa tiêu cực nào cả:

"Video Alejandro lột tả cuộc chiến dữ dội mà nhân vật phải trải qua, cuộc chiến giữa phần u tối của thế giới này với sự cứu rỗi của tâm hồn. Chính vì vậy mà ở đoạn cuối MV, Lady Gaga đã lựa chọn trở thành một nữ tu, và nguyên nhân miệng và mắt của cô ấy biến mất là bởi cô ấy đã rút khỏi thế giới u tối để chuyên tâm cầu nguyện và suy ngẫm."

Lady Gaga nuốt tràng hạt, một trong những cảnh bị cho là xúc phạm tới Thiên Chúa giáo.

Tuy không chỉ chịu sự phản đối của dư luận mà video "Alejandro" còn bị nữ ca sĩ thành danh cùng thời với Lady Gaga - Katy Perry mạnh miệng lên tiếng phản bác. Lúc đầu, Katy Perry đã viết trên trang Twitter của cô rằng: "Sử dụng những hình ảnh và lời lẽ xúc phạm chỉ để mua vui thì cũng chẳng khác gì những trò câu khách rẻ tiền". Tuy Katy không chỉ đích xác tên ai, nhưng ai cũng có thể đoán người bị Katy chỉ trích chính là Lady Gaga. Nhưng sau đó, Katy đã lên tiếng phủ nhận và cho rằng cô viết những lời lẽ đó trên Twitter chẳng có gì liên quan đến Gaga và cô tôn trọng những việc người khác làm. Mặc dù vậy, nhưng rồi một thời gian sau, Katy Perry đã chính thức lên tiếng về Alejandro với những ngôn từ vô cùng gay gắt và nặng nề: "Rõ ràng Alejandro chỉ là một MV ca nhạc câu khách rẻ tiền với những hình ảnh gợi dục và tôn giáo. Thật không hiểu nổi tại sao cô ta lại có thể mặc một bộ đồ của nữ tu sỹ để thực hiện MV này. Tôi thấy phát sợ khi thấy cô ta nuốt... tràng hạt...". Thậm chí Katy Perry còn tỏ ý khinh thường những hình ảnh trong Alejandro: "Tôi thật không thể tưởng tượng được sao cô ta lại có thể kết hợp được cả tâm linh và tình dục với nhau. Đây là một sự báng bổ khó chấp nhận và thật xấu xa. Tôi không phủ nhận việc mình đã từng hôn một cô gái nhưng tôi không bao giờ làm việc đó khi đang ôm một cây thánh giá. Thánh giá là một vật thiêng liêng nơi thánh đường. Nó không thể mang vào... phòng ngủ được". Tuy vậy, Katy cũng đã khẳng định trong cuộc phỏng vấn rằng:"Như tôi đã nói rất nhiều lần trên Twitter, tôi là một fan lớn của Lady Gaga, của Madonna và của Russell Brand. Nhưng cho dù sự việc có thế nào đi chăng nữa thì phản ứng này của Katy cũng như giới phê bình, người hâm mộ hay của chính Lady Gaga chỉ khiến cho "Alejandro" càng thêm nổi tiếng và "hút khách" mà thôi.

## Diễn biến trên bảng xếp hạng

Lady Gaga trình diễn "Alejandro" trong chuyến lưu diễn The Monster Ball Tour.

Tuy bị dư luận phản đối, nhưng ca khúc lại rất thành công trên thị trường quốc tế. Tại Hoa Kỳ, Alejandro ra mắt lần đầu tiên tại vị trí 72 trên bảng xếp hạng Billboard Hot 100 vào ngày 17 tháng 4 năm 2010. Bài hát dừng lại tại vị trí thứ 5, giúp Lady Gaga trở thành nữ nghệ sĩ duy nhất phá vỡ kỷ lục của ca sĩ R&B Monica khi có 7 đĩa đơn liên tiếp trích từ cùng một tập nhạc, lọt vào top ten tại thị trường Mỹ. Ca khúc xuất hiện trên hai bảng xếp hạng Mainstream Top 40 ở vị trí 35 và Hot Digital Songs tại vị trí 71 sau khi tiêu thụ được 24.000 bản download kỹ thuật số theo như thống kê của Nielsen Soundscan. Được một thời gian dao động vị trí xếp hạng, Alejandro leo lên giành đến #4 trên Mainstream Top 40, trở thành đĩa đơn đầu tiên của Lady Gaga không giành được vị trí quán quân. Bài hát cũng ra mắt trên bảng xếp hạng Hot Dance Club Songs tại vị trí 40 và giành được vị trí đầu bảng vào ngày 7 tháng 7 năm 2010. Ca khúc đã bán được 1.924.000 lượt tải kỹ thuật số theo Nielsen Soundscan trên bảng xếp hạng này. Ở Canada, Alejandro đứng vị trí 78 trên Canadian Hot 100 vào ngày 4 tháng 4 năm 2010 và leo lên đến vị trí thứ 4 vào ngày 8 tháng 5 năm 2010.
Ngày 5 tháng 4 năm 2010, ca khúc ra mắt tại vị trí 49 ở Úc trên bảng xếp hạng ARIA Singles Chart, đáng lẽ bài hát đã giành ngôi vị quán quân nhưng vì lúc đó Lady Gaga chưa phát hành video cho Alejandro nên đành đứng thứ 2 và sau đó tuột hạng dần. "Alejandro" được chứng nhận đĩa bạch kim của Hiệp hội Công nghiệp Thu âm Úc (ARIA) dành cho việc tiêu thụ hết 70.000 bản chỉ trong một tuần. Ca khúc đồng thời cũng ra mắt ở vị trí thứ 35 tại New Zealand vào ngày 21 tháng 4 năm 2010 và sau đó đã giành được vị trí thứ 11.
Cùng với việc phát hành EP The Fame Monster, "Alejandro" xuất hiện trên UK Singles Chart ở vị trí thứ 75 vào ngày 29 tháng 11 năm 2009 do doanh số tiêu thụ bằng việc download kỹ thuật số. Tại thị trường Châu Âu, ca khúc giành vị trí quán quân ở Bungary, Phần Lan, Rumani, Ba Lan, Israel..., đứng vị trí tốp 5 ở Bỉ, Cộng hòa Séc, Đan Mạch, Pháp, Đức, Hungary, Ireland, Ý, Hà Lan, Na Uy, Slovakia, Thụy Điển và Thụy Sĩ. Đây là ca khúc thứ hai của Lady Gaga dứng đầu bảng xếp hạng Russian Airplay Chart ở Nga. Bài hát đã giúp Lady Gaga lập kỷ lục nữ nghệ sĩ nước ngoài duy nhất hiện nay khi có 2 đĩa đơn trích từ cùng một album đứng ngôi vị số 1 ở bảng xếp hạng này (vị trí đầu bảng lần thứ nhất là ca khúc Bad Romance). Sở dĩ Lady Gaga nhận được kỷ lục này vì tuy Nga là nước nằm trong lãnh địa Châu Âu nhưng bảng xếp hạng âm nhạc của nước này rất khó lọt vào, một phần cũng vì lý do thị hiếu, tập quán nghe nhạc của khán giả tại Nga không phù hợp với nền nhạc sôi nổi, hiện đại ở nước ngoài.

## Danh sách ca khúc và định dạng
| - Digital download 1. "Alejandro" – 4:34 - The Remixes EP 1. "Alejandro" (Afrojack Remix) – 4:48 2. "Alejandro" (Rusko's Papuseria Remix) – 3:53 3. "Alejandro" (Dave Audé Remix) – 7:15 4. "Alejandro" (Skrillex Remix) – 5:49 5. "Alejandro" (Kim Fai Remix) – 7:20 6. "Alejandro" (The Sound of Arrows Remix) – 3:57 7. "Alejandro" (Bimbo Jones Remix) – 6:40 8. "Alejandro" (Kleerup Remix) – 5:22 - French CD Single 1. "Alejandro" (Radio Edit) – 3:58 2. "Alejandro" (Dave Audé Radio Remix) – 3:51 3. "Alejandro" (Bimbo Jones Radio Edit Remix) – 3:19 | - UK CD Single 1. "Alejandro" – 4:34 2. "Alejandro" (Dave Audé Remix) – 7:15 - UK 7" Vinyl 1. "Alejandro" – 4:34 2. "Alejandro" (Bimbo Jones Remix) – 6:40 - UK iTunes Bundle 1. "Alejandro" – 4:34 2. "Alejandro" (Music Video) – 8:44 |

## Thông tin bài hát
- Lady Gaga – trích dẫn, giọng hát, hợp tác sản xuất, sắp xếp thanh nhạc
- Eelco Bakker - kỹ thuật âm thanh
- Robert Orton - pha trộn âm thanh
- RedOne - sản xuất, dụng cụ và lập trình, sắp xếp giọng hát, chỉnh sửa giọng hát, âm thanh kỹ thuật, sao lưu giọng hát
- Johnny Severin - chỉnh sửa giọng hát

Nguồn:

## Xếp hạng và doanh số chứng nhận
| Bảng xếp hạng (2009/2010)        | Vị trí cao nhất |
| -------------------------------- | --------------- |
| Australian Singles Chart         | 2               |
| Austrian Singles Chart           | 2               |
| Belgian Singles Chart (Flanders) | 4               |
| Belgian Singles Chart (Wallonia) | 3               |
| Brazilian Hot 100 Airplay        | 1               |
| Bulgarian Airplay Chart          | 1               |
| Canadian Hot 100                 | 4               |
| Czech Airplay Chart              | 1               |
| Danish Singles Chart             | 4               |
| Dutch Top 40                     | 4               |
| European Hot 100 Singles         | 2               |
| Finnish Singles Chart            | 1               |
| French Singles Chart             | 3               |
| German Airplay Chart             | 1               |
| German Singles Chart             | 2               |
| Hungarian Airplay Chart          | 1               |
| Hungarian Singles Chart          | 5               |
| Irish Singles Chart              | 3               |
| Italian Singles Chart            | 2               |
| New Zealand Singles Chart        | 11              |
| Israeli Singles Chart            | 1               |
| Norwegian Singles Chart          | 3               |
| Polish Airplay Chart             | 1               |
| Romanian Airplay Chart           | 1               |
| Russian Airplay Chart            | 1               |
| Slovak Airplay Chart             | 2               |
| Spanish Singles Chart            | 3               |
| Swedish Singles Chart            | 4               |
| Swiss Singles Chart              | 3               |
| UK Singles Chart                 | 7               |
| US Billboard Hot 100             | 5               |
| US Hot Dance Club Songs          | 1               |
| US Pop Songs                     | 4               |
| United World Chart               | 3               |

| Quốc gia      | Chứng nhận (Theo doanh số)     |
| ------------- | ------------------------------ |
| Úc            | Bạch kim                       |
| Bỉ            | Vàng                           |
| Đan Mạch      | Bạch kim                       |
| Pháp          | Vàng                           |
| Đức           | Bạch kim                       |
| Ý             | Đa bạch kim                    |
| New Zealand   | Vàng                           |
| Nga           | 3× Bạch kim (Chuông, nhạc chờ) |
| Tây Ban Nha   | Bạch kim                       |
| Thụy Điển     | Bạch kim                       |
| Thụy Sĩ       | Bạch kim                       |
| Liên hiệp Anh | Vàng                           |

| Bảng xếp hạng (2010)     | Vị trí |
| ------------------------ | ------ |
| Australian Singles Chart | 50     |
| Austrian Singles Chart   | 10     |
| Flanders Singles Chart   | 17     |
| Wallonia Singles Chart   | 15     |
| Canadian Hot 100         | 14     |
| Danish Singles Chart     | 19     |
| Dutch Top 40             | 21     |
| European Hot 100 Singles | 16     |
| German Singles Chart     | 19     |
| Hungarian Airplay Chart  | 6      |
| Italian Singles Chart    | 4      |
| Romanian Airplay Chart   | 2      |
| Russian Love Radio Chart | 7      |
| Spanish Singles Chart    | 8      |
| Swiss Singles Chart      | 8      |
| US Billboard Hot 100     | 33     |
| US Hot Dance Club Songs  | 21     |
| US Pop Songs             | 25     |

### Thành công trên các bảng xếp hạng
| Thứ tự chức vụ | Thứ tự chức vụ | Thứ tự chức vụ                                                                                     |
| --- | --- | -------------------------------------------------------------------------------------------------- |
| Tiền nhiệm "Pretty Mess" của Erika Jayne | Đĩa đơn quán quân Billboard Hot Dance Club Play (Mỹ) Ngày 3 tháng 7 năm 2010 | Kế nhiệm "Commander" của Kelly Rowland hợp tác với David Guetta                                    |
| Tiền nhiệm "Waka Waka (This Time for Africa)" của Shakira "Minä" của Kymppilinja hợp tác với Mariska "Waka Waka" (This Time for Africa) của Shakira | Đĩa đơn quán quân Finnish Singles Chart Ngày 23 tháng 6 năm 2010 – Ngày 7 tháng 7 năm 2010 (Lần 1) Ngày 14 tháng 7 năm 2010 – Ngày 21 tháng 7 năm 2010 (Lần 2) Ngày 31 tháng 7 năm 2010 – Ngày 7 tháng 8 năm 2010 (Lần 3) | Kế nhiệm "Minä" của Kymppilinja hợp tác với Mariska "Waka Waka (This Time for Africa)" của Shakira |
| Tiền nhiệm "Whataya Want from Me" của Adam Lambert "Can't Fight This Feeling " của Junior Caldera hợp tác với Ellis-Be                              | Đĩa đơn quán quân Polish Airplay Charts Ngày 10 tháng 7 năm 2010 – Ngày 23 tháng 7 năm 2010 (Lần 1) Ngày 31 tháng 7 năm 2010 – Ngày 13 tháng 8 năm 2010 (Lần 2)                                                           | Kế nhiệm "California Gurls" của Katy Perry "Morena" của Tom Boxer hợp tác với Antonia              |
| Tiền nhiệm "We No Speak Americano" của Yolanda Be Cool và DCUP "Alors on Danse" của Stromae                                                         | Đĩa đơn quán quân Romanian Airplay Chart Ngày 17 tháng 7 năm 2010 – Ngày 31 tháng 7 năm 2010 (Lần 1) Ngày 7 tháng 8 năm 2010 – Ngày 29 tháng 8 năm 2010 (Lần 2)                                                           | Kế nhiệm "Alors on danse" Stromae "I Like (the Trumpet)" của DJ Sava hợp tác với. Raluka           |
| Tiền nhiệm "California Gurls" của Katy Perry | Đĩa đơn quán quân German Airplay Chart Ngày 21 tháng 9 năm 2010 – Ngày 28 tháng 9 năm 2010 | Kế nhiệm "We No Speak Americano" của Yolanda Be Cool và DCUP                                       |
| Tiền nhiệm "Láska v housce" của Xindl X hợp tác với Olga Lounová                                                                                    | Đĩa đơn quán quân Czech Airplay Chart Ngày 1 tháng 9 năm 2010 – Ngày 7 tháng 9 năm 2010 | Kế nhiệm "We No Speak Americano" của Yolanda Be Cool và DCUP                                       |
| Tiền nhiệm "Baby" của Justin Bieber | Đĩa đơn quán quân Brazil Billboard Pop Songs Tháng 8 năm 2010 – Tháng 10 năm 2010 | Kế nhiệm "Teenage Dream" của Katy Perry                                                            |
| Tiền nhiệm "Illúzió" của Hooligans | Đĩa đơn quán quân Hungarian Airplay Chart Ngày 20 tháng 9 năm 2010 – Ngày 14 tháng 11 năm 2010 | Kế nhiệm "Love the Way You Lie" của Eminem hợp tác với Rihanna                                     |

## Phát sóng trên đài phát thanh và lịch sử phát hành
| Vùng           | Ngày                | Định dạng                           |
| -------------- | ------------------- | ----------------------------------- |
| Thụy Điển      | 9 tháng 11 năm 2010 | Tải kỹ thuật số - Đĩa đơn quảng cáo |
| Bỉ             | 9 tháng 11 năm 2010 | Tải kỹ thuật số - Đĩa đơn quảng cáo |
| Hoa Kỳ         | 20 tháng 4, 2010    | Mainstream radio, Rhythm, Crossover |
| Bỉ             | 18 tháng 5, 2010    | The Remixes EP – Tải kỹ thuật số    |
| Canada         | 18 tháng 5, 2010    | The Remixes EP – Tải kỹ thuật số    |
| Đan Mạch       | 18 tháng 5, 2010    | The Remixes EP – Tải kỹ thuật số    |
| Pháp           | 18 tháng 5, 2010    | The Remixes EP – Tải kỹ thuật số    |
| Hà Lan         | 18 tháng 5, 2010    | The Remixes EP – Tải kỹ thuật số    |
| Na Uy          | 18 tháng 5, 2010    | The Remixes EP – Tải kỹ thuật số    |
| Bồ Đào Nha     | 18 tháng 5, 2010    | The Remixes EP – Tải kỹ thuật số    |
| Thụy Điển      | 18 tháng 5, 2010    | The Remixes EP – Tải kỹ thuật số    |
| Thụy Sĩ        | 18 tháng 5, 2010    | The Remixes EP – Tải kỹ thuật số    |
| Hoa Kỳ         | 18 tháng 5, 2010    | Maxi Single, EP, Tải kỹ thuật số    |
| Hoa Kỳ         | 15 tháng 6, 2010    | The Remixes EP – CD Single          |
| Vương Quốc Anh | 28 tháng 6, 2010    | CD Single, 7"                       |
| Đức            | 2 tháng 7, 2010     | CD Single                           |